# Phare d'Isola dei Cavoli
Le phare d'Isola dei Cavoli (en italien : Faro di Isola dei Cavoli) est un phare situé sur la petite île des Choux au large du cap Carbonara. Il appartient à la commune de Villasimius en mer Tyrrhénienne, dans la Province du Sud-Sardaigne (Sardaigne), en Italie.

## Histoire
Le phare a été construit en 1858 sur l'île des Choux, au sud-est du cap Carbonara. Le phare est entièrement automatisé et alimenté par une unité solaire. Il est géré par la Marina Militare. Le phare n'est plus habité par les gardiens depuis son automatisation et il accueille le centre de recherche botanique et zoologique de l'Université de Cagliari .

## Description
Le phare se compose d'une tour cylindrique en maçonnerie de 37 m de haut, avec galerie et lanterne, au sommet d'une maison de gardiens de trois étages. Le bâtiment est peint en blanc, avec trois bandes noires horizontales, et le dôme de la lanterne est gris métallisé. Il émet, à une hauteur focale de 74 m, deux éclats blancs et rouges, selon secteurs, toutes les 10 secondes. Sa portée est de 11 milles nautiques (environ 20 km) pour le feu blanc et 8 milles nautiques pour le feu rouge.
Identifiant : ARLHS : SAR-001 ; EF-1262 - Amirauté : E1048 - NGA : 8552 .

## Caractéristiques dufeu maritime
Fréquence : 10 secondes (W-R)
- Lumière : 1 seconde
- Obscurité : 1.5 secondes
- Lumière : 1 seconde
- Obscurité : 6.5 secondes

### Lien connexe
- Liste des phares de la Sardaigne